# Moritz Kriegel
Karl Moritz Kriegel, född den 9 maj 1805 i Dresden, död den 23 mars 1839, var en tysk rättslärd.
Kriegel gick i Kreuzschule i hemstaden, där han förvärvade mycket grundliga filologiska kunskaper. Han blev därefter student vid universitetet i Leipzig, där han efter fyra år avlade statsexamen med utmärkelse. För att fördjupa sin utbildning begav han sig tillsammans med sin äldre bror Albert till Göttingen, varifrån deras fars död kallade dem tillbaka till hemorten. Kriegel understödde sin bror i utgåvan av Corpus juris civilis, där han själv hade valt att ta på sig den mest arbetsamma delen av arbetet. Han promoverades till juris doktor efter att ha framlagt dissertationen Specimen commentarii perpetui ad legem suceessoriam in Saxonia regia a. 1829 promulgatam e fontibus authenticis edendi (1831). År 1836 fick han anställning vid juridiska fakulteten i Leipzig. 